# Siziwang
Siziwang (四子王) är ett baner i Inre Mongoliet som är beläget cirka 80 km norr om Hohhot, regionens huvudstad. Orten gränsar i norr till provinsen Dornogobi i Mongoliet.
Ortens namn betyder "fyra furstar", vilket går tillbaka på banerets mongoliska namn dörbed. Namnet har sitt ursprung i fyra mongoliska bröder, Sengge (僧格), Suonuobu (索諾布), Emubu (鄂木布) och Yi'erzhamu (伊爾扎木), som var ättlingar till Hasar, en av Djingis Khans bröder. Bröderna ledde sin stam när manchuerna erövrade Mingdynastins Kina och etablerade Qingdynastin under 1600-talets första hälft. Som tack för deras insatser utnämnde Qing-kejsaren Emubu till "bördsfurste av andra graden" (doroi giyūn wang; 多羅郡王) och 1649 fick brödernas stam bosätta sig i området som idag är Siziwang-baneret. Emubus titel gick i arv i fjorton led, men 1949 avskaffade Folkrepubliken alla ärftliga titlar i Inre Mongoliet.
Siziwang har en yta som är något mindre än Norrbotten och rymdfarkoster i Shenzhouprogrammet landar ofta här.